# Marcelle Sauvageot
Marcelle Sauvageot (* 1900 in Charleville-Mézières; † 6. Januar 1934 in Davos) war eine französische Schriftstellerin und Lehrerin.

## Leben und Werk
Marcelle Sauvageot war Französischlehrerin an einer Knabenschule in Paris. Im Alter von 26 Jahren erkrankte sie an Tuberkulose, verbrachte 1930 mehrere Monate in einem Sanatorium in Hauteville, wurde als geheilt entlassen und kehrte zurück nach Paris. Als die Krankheit drei Jahre später erneut ausbrach, reiste sie in ein Sanatorium nach Davos, wo sie im Alter von 33 Jahren verstarb. Sie wurde auf dem Friedhof in Trésauvaux, einer Gemeinde im Département Meuse, woher ihre Familie ursprünglich stammte, beigesetzt.
Sauvageot hinterließ nur ein einziges Werk, einen Briefroman, in dem sie die Trennung von dem Mann, den sie liebte, zu verarbeiten versuchte. Ihr Verlobter hatte ihr in einem Brief verkündet: „Ich heirate … Unsere Freundschaft bleibt …“. Die Antwort auf diesen Trennungsbrief ihres Geliebten, der bis auf den Kosenamen Bébé namenlos bleibt, verfasste sie zwischen dem 7. November und dem 24. Dezember 1930 während ihres Aufenthalts in Hauteville.
Den Brief an ihren ehemaligen Verlobten hat sie nie abgeschickt. Freunde überredeten sie jedoch, ihn zu veröffentlichen. Bereits vor ihrem Tod erscheint das Manuskript als Privatdruck in einer Auflage von nur 163 Exemplaren, die zunächst nur in ihrem Freundeskreis kursieren. Als der Literaturkritiker Charles Du Bos auf den Text aufmerksam wird, besucht er Marcelle Sauvageot 1934 in Davos, nimmt ihr Manuskript an sich, sorgt für dessen Veröffentlichung und schreibt das Vorwort zu ihrem ersten und einzigen Buch, das kurz nach ihrem Tod unter dem Titel Commentaire publiziert wird.
Das Werk rief in literarischen Kreisen, u. a. bei Paul Valéry, Paul Claudel, René Crevel, Robert Brasillach, Henri Gouhier und Jacques de Bourbon Busset, große Anerkennung hervor und erschien 1939 unter dem Titel Kommentar erstmals in deutscher Sprache.
Nach einer Neuauflage im Jahr 2003 eroberte das Buch, nun unter dem Titel Laissez-moi, die französischen Bestsellerlisten. 2005 wurde es in einer neuen deutschen Übersetzung von Claudia Kalscheuer und mit einem Nachwort von Ulrike Draesner unter dem Titel Fast ganz die Deine erneut herausgegeben.

## Ausgaben

### Französische Ausgaben
- Commentaire (mit einem Vorwort von Charles Du Bos), éditions La Connaissance, 1934.
- Commentaire: récit d’un amour meurtri. éditions Criterion, 1997.
- Laissez-moi: commentaire. éditions Phébus (Groupe Libella), 2004.

### Deutsche Ausgaben
- Kommentar (übersetzt von Ulrich Riemerschmidt und Toni Müller). Ulrich Riemerschmidt Verlag, 1939.
- Fast ganz die Deine (übersetzt von Claudia Kalscheuer; mit einem Nachwort von Ulrike Draesner). Nagel & Kimche, 2005, ISBN 978-3-312-00354-9.

### Hörbuch
- Fast ganz die Deine (gelesen von Anna Thalbach). Random House Audio, 2005, ISBN 3-86604-038-5.